# Katastrofa lotu Middle East Airlines 438
Katastrofa lotu Middle East Airlines 438 – wydarzyła się 1 stycznia 1976. W wyniku podłożenia bomby w przednim luku bagażowym Boeing 720-023B należący do linii Middle East Airlines eksplodował i spadł 37 kilometrów na północny wschód od saudyjskiego miasta Al-Kajsuma, zabijając 81 osób - wszyscy na pokładzie. Zamachowców nigdy nie zidentyfikowano. W Libanie trwała wówczas wojna domowa.

## Samolot
Maszyną obsługującą lot 438 był Boeing 720-023B (nr rej. OD-AFT) o numerze seryjnym 18020, który został wyprodukowany 23 września 1960 roku, była to 165 maszyna tego typu. Pierwszym właścicielem samolotu były linie lotnicze American Airlines, a Middle East Airlines zakupiło maszynę w marcu 1972 roku.

## Przebieg lotu
Samolot odbywał rejsowy międzynarodowy lot z Bejrutu do Maskatu z międzylądowaniem w Dubaju. Na pokładzie było 15 członków załogi i 66 pasażerów. O godzinie 5:40 na wysokości 11300 metrów w przednim luku bagażowym wybuchła bomba. Szczątki Boeinga opadły 37 kilometrów na północny wschód od saudyjskiego miasta Al-Kajsuma. Zginęło wszystkich 81 osób na pokładzie. Jest to druga pod względem liczby ofiar katastrofa lotnicza w historii Libanu i druga pod względem ofiar w historii Boeinga 720.